# Perissocarpa umbellifera
Perissocarpa umbellifera är en tvåhjärtbladig växtart som beskrevs av J.A. Steyerm. och Maguire. Perissocarpa umbellifera ingår i släktet Perissocarpa och familjen Ochnaceae. Inga underarter finns listade i Catalogue of Life.